# الدرجة الاقتصادية الممتازة

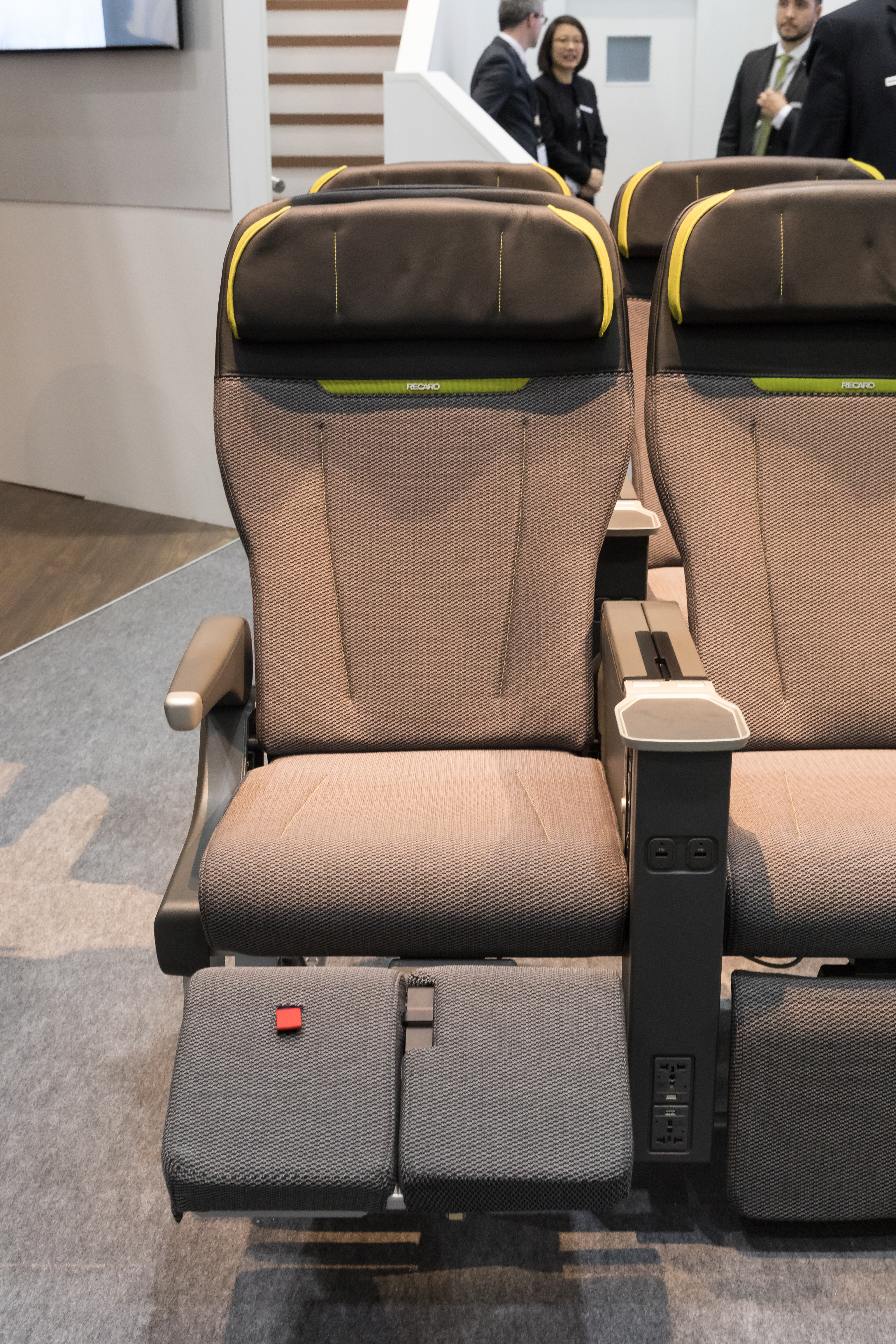
مقعد اقتصادي ممتاز نموذجي.

الدرجة الاقتصادية الممتازة، والمعروفة أيضًا باسم النخبة الاقتصادية أو الدرجة الاقتصادية الإضافية، هي فئة سفر تقدم في بعض شركات الطيران. عادة ما يتم وضعها بين الدرجة الاقتصادية القياسية ودرجة رجال الأعمال من حيث السعر والراحة ووسائل الراحة المتاحة. في عام 1991، كانت طيران إيفا أول شركة تقدم درجة إيفيرغرين (Evergreen Class) والتي أعيدت تسميتها لاحقًا إلى درجة إيليت (Elite Class)، ثم أعيدت تسميتها مرة أحرى إلى «الدرجة الاقتصادية الممتازة» (Premium Economy Class)، لتصبح أول شركة طيران في العالم تقدم هذه الدرجة من الخدمة. يمكن القول أنه من نواح كثيرة، أصبحت الدرجة الاقتصادية المميزة انعكاسًا قياسيًا لما كانت عليه الدرجة الاقتصادية منذ عدة عقود. في بعض البلدان، ظهرت هذه الفئة كاستجابة من الحكومات والشركات التي تتطلب درجة اقتصادية للسفر الذي يقوم به الموظفون.

## مميزات
اعتبارًا من عام 2018، لم يتم توحيد المصطلح بين شركات الطيران، ويختلف بشكل كبير بين الرحلات المحلية والدولية، وكذلك بين شركات الطيران منخفضة التكلفة أو الإقليمية وشركات الطيران الأخرى. تقتصر الدرجة الاقتصادية الممتازة أحيانًا على مساحة موسعة للساق، ولكن يمكن أن تتميز إصداراتها الأكثر شمولاً بالخدمات المرتبطة بالسفر في درجة رجال الأعمال.

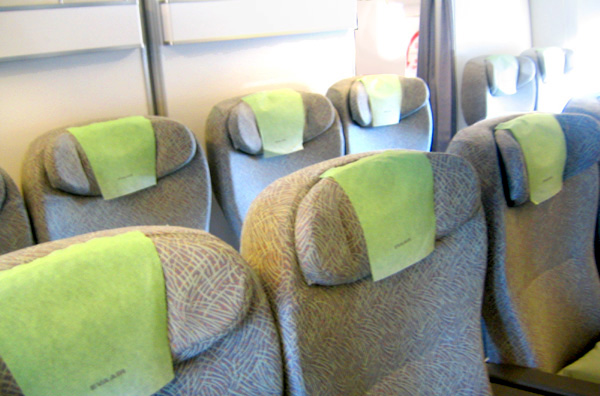
فئة النخبة القديمة، الدرجة الاقتصادية الممتازة على طيران EVA

تشمل الدرجة الاقتصادية الممتازة في طيران نيوزيلندا وكوانتاس وسائل الراحة مثل تسجيل الوصول ذي الأولوية، والمقاعد الكبيرة المخصصة (بعضها للأزواج، والبعض الآخر يستهدف المسافرين الفرديين)، ومسافة تصل إلى 41 بوصة (104 سـم) مع استلقاء أكثر بنسبة 50٪ ، ووجبات ممتازة، وبار خدمة ذاتية للمشروبات والوجبات الخفيفة، ومركز ترفيهي شخصي على متن الطائرة مزود بجهاز تحكم عن بعد، وسماعات لإلغاء الضوضاء، وخيارات في الألعاب والأفلام للأطفال والكبار، ومنتجات العناية بالبشرة في المرحاض، وحقيبة مرافق تحتوي على أشياء مثل الجوارب وأقنعة النوم وسدادات الأذن وفرشاة الأسنان.
من ناحية أخرى، تقوم بعض شركات الطيران بتسويق مقاعد ذات مساحة إضافية للساقين في الدرجة الاقتصادية، مع نفس الخدمة وطراز المقعد، مثل الدرجة الاقتصادية المحسنة. على سبيل المثال، في السوق المحلية للولايات المتحدة، تمتلك شركات الطيران مثل أمريكان إيرىينز، ويونايتبد، ودلتا، وجت بلو درجة سياحية تمت ترقيتها من 2 إلى 2–5 بوصة (5–13 سـم) مساحة أكبر للساق على أنها الاختلاف الوحيد؛ يسوقون الفئة على أنها مقصورة رئيسية إضافية (Main Cabin Extra)، اقتصادية بلاس (Economy Plus) ، كومفورت +(Comfort+)، وإيفين مور ليقروم (Even More Legroom) على التوالي، في حين أن الخدمات الأخرى مثل الخدمات الأرضية وخدمات الطعام والشراب تتساوى مع الدرجة الاقتصادية العادية.
تختلف رموز الخدمة التي تستخدمها شركات الطيران، لكن (W) هو الرمز الأكثر شيوعًا.

## أمثلة على الاختلافات
قد تشمل الاختلافات بين الدرجة الاقتصادية المميزة والدرجة الاقتصادية القياسية (تختلف حسب شركة الطيران والبلد): 
- ترقية مجانية للأعضاء المتميزين في برنامج المسافر الدائم والركاب الذين يسافرون على الدرجة الاقتصادية الكاملة،
- قسم منفصل من المقصورة الاقتصادية / المدرب مع مساحة أكبر للأرجل (36-42 بوصة (91-106 سم) الملعب)، جنبًا إلى جنب مع بعض أشكال راحة الساق،
- ميزات ترفيه محسّنة على متن الطائرة (شاشة أكبر، خيارات أكثر، سماعات رأس مضمنة، إلخ.)
- طاقم مقصورة مخصص.
- حجم مقصورة أصغر
- مقاعد أفضل (غالبًا عدد مقاعد أقل في كل صف، مما يسمح للمقاعد بأن تكون أعرض، ولزيادة مساحة الكتف / الكوع، للأمام بشكل أكبر مما يقلل ضوضاء المحرك وإلغاء الصعود بشكل أسرع)
- طاقة الكمبيوتر المحمول في المقعد
- هاتف في المقعد
- الدخول إلى الصالة (لبعض شركات الطيران)
- أولوية التسجيل / الفحص الأمني / الصعود إلى الطائرة
- زيادة نقاط المسافر الدائم
- مجموعات وسائل الراحة الحصرية
- خدمة منشفة ساخنة
- مشروبات ترحيبية (عصير أو شمبانيا)
- وجبات ومشروبات مطورة
- زيادة بدل الأمتعة
- أفضل إمكانية إعادة الحجز

قد تقوم بعض شركات الطيران بتعيين درجة اقتصادية كاملة كقسط، مثل United PS على طائرات الخدمة المتميزة عبر القارات بوينغ 757-200 . في شركات الطيران الأخرى، قد يكون الاقتصاد المتميز هو ما كان في السابق اقتصادًا عاديًا قبل إضافة المزيد من المقاعد، أو مجرد الصفوف الأكثر جاذبية في قسم الاقتصاد. عادةً ما تربح تذاكر الدرجة الاقتصادية المميزة عددًا أكبر من الأميال في برنامج المسافر الدائم لشركة الطيران، مما يجذب مكافأة بين الدرجة الاقتصادية ورجال الأعمال.[بحاجة لمصدر] تميل هذه الترقيات إلى أن تكون أكثر شيوعًا على الطائرات ذات الجسم العريض، مثل بوينغ 747 و777، وأقل شيوعًا على الطائرات ضيقة البدن، مثل بوينغ 737.

## أنظر أيضا
- مقصورة الطائرة
- السفر بالدرجة الأولى
- الصف الأول
- فرط الحركة (السفر)
- رموز فئة IATA
- الطائرات ذات الجسم العريض
- تجلط المسافر، الملقب أحيانًا بـ «متلازمة الدرجة الاقتصادية»